# Hans Hermann von Katte

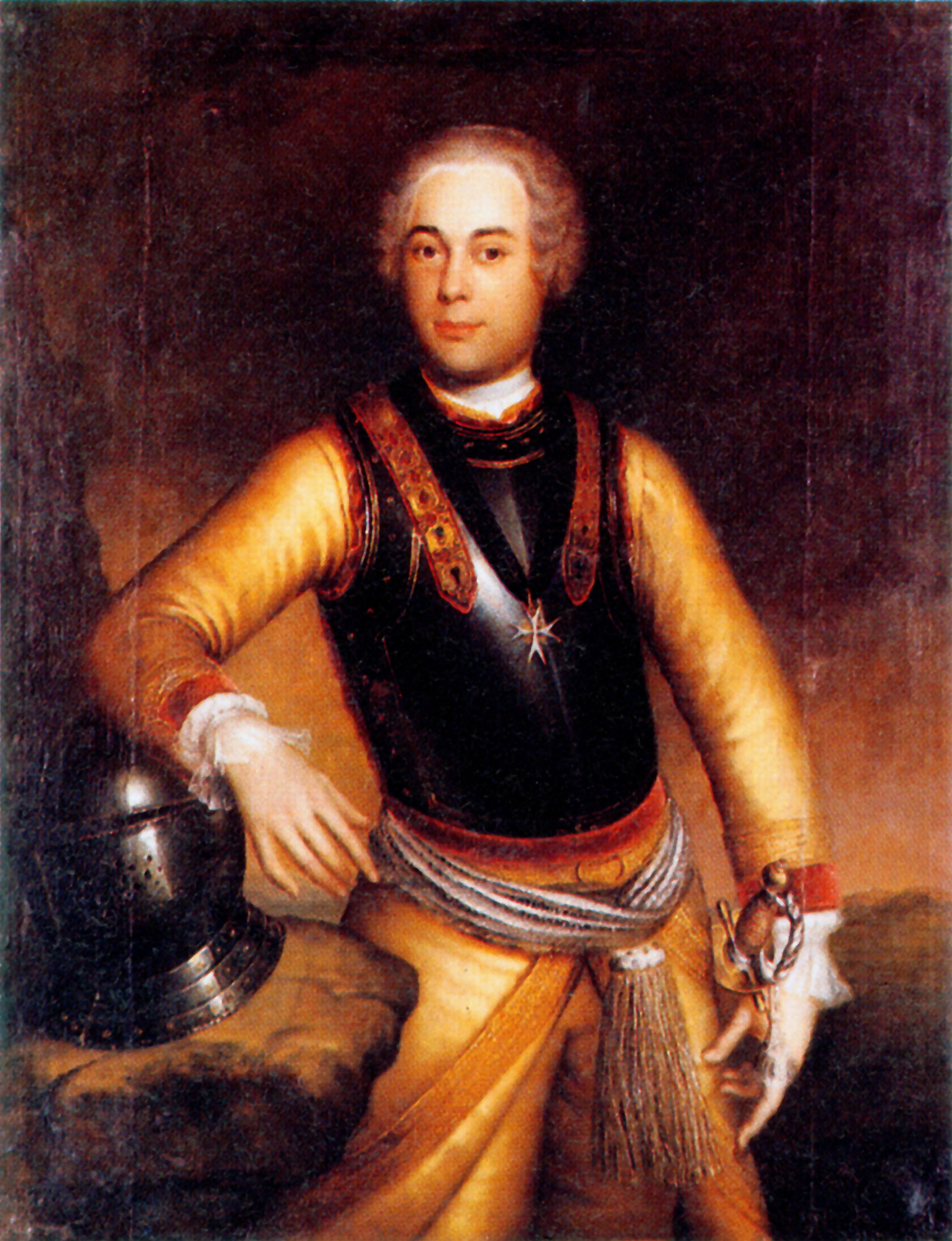
Hans Hermann von Katte, Ölgemälde von Georg Lisiewski, 1730

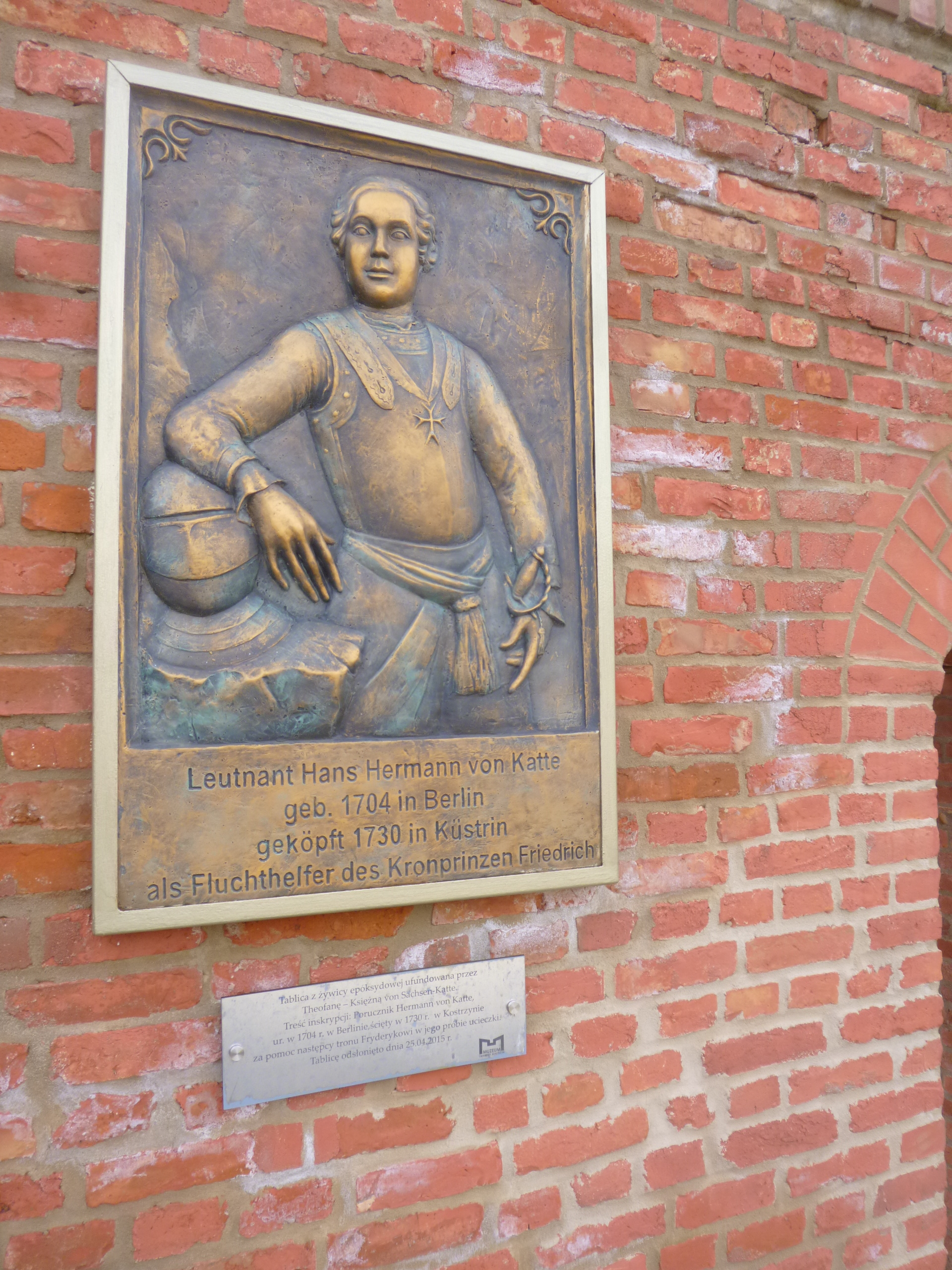
Gedenktafel in der Ruine der Festung Küstrin, 2018

Hans Hermann von Katte (* 28. Februar 1704 in Berlin; † 6. November 1730 in Küstrin) war ein Leutnant der preußischen Armee und Jugendfreund Friedrichs II. Katte wurde auf Anordnung von Friedrich Wilhelm I., König in Preußen hingerichtet.

## Jugend
Er stammte aus dem altmärkischen Adelsgeschlecht von Katte und war der Sohn des späteren Generalfeldmarschalls Hans Heinrich von Katte (1681–1741) und dessen erster Frau Dorothea Sophie (1684–1707), Tochter des Generalfeldmarschalls Alexander Hermann von Wartensleben. Nach dem Tod seiner Mutter wuchs er bei Verwandten in Kring van Dorth bei Deventer, in Berlin und auf dem brandenburgischen Rittergut Wust auf. Nachdem er von 1717 bis 1721 das Hallesche Pädagogium besucht hatte, studierte er einige Semester in Königsberg und Utrecht und unternahm eine ausgedehnte Kavaliersreise.
Im Jahre 1724 trat er in das Kürassierregiment Gens d’armes ein, wo er 1729 zum Leutnant und 1730 zum Premierleutnant aufstieg. Zusammen mit seinem Vater wurde er 1728 zum Ritter des Johanniterordens geschlagen.

## Friedrich II.
Wann sich Katte und Kronprinz Friedrich zum ersten Mal begegneten, ist nicht bekannt. Als sie 1729 gemeinsam an privatem Unterricht in Mathematik und Mechanik teilnahmen, kamen sie sich rasch näher. Zwischen ihnen entwickelte sich eine intime Freundschaft. Am acht Jahre älteren Katte bewunderte Friedrich die Weltgewandtheit. Beide interessierten sich für das Flötenspiel und die Dichtkunst. Karl Ludwig von Pöllnitz berichtet, die beiden seien miteinander umgegangen „wie ein Liebhaber mit seiner Geliebten“.
Die Schwester Friedrichs II., Wilhelmine, schrieb in ihren Memoiren:

„Der Page Keith war Offizier in einem Regiment geworden, dessen Quartier im Land Kleve lag. Ich war sehr erfreut über seine Abreise, in der Hoffnung, mein Bruder würde ein anständiges Leben führen, doch es kam ganz anders. Ein zweiter noch viel gefährlicherer Günstling folgte auf den ersten. Das war ein junger Mann namens Katte, ein Leutnant bei der Kavallerie. General Katte, sein Vater, hatte ihn für eine Justizlaufbahn bestimmt, ihn studieren und anschließend reisen lassen. Doch da nur die, welche beim Militär waren, Begünstigung erhoffen konnten, sah er sich wider Erwarten dort untergebracht. Er setzte sein Studium fort; er war geistvoll, belesen, weltgewandt. Die gute Gesellschaft, die er weiter frequentierte, hatte ihn geschliffene Umgangsformen, die damals in Berlin ziemlich selten waren, annehmen lassen. Sein Gesicht war eher unangenehm als einnehmend: Zwei schwarze Augenbrauen verdeckten ihm beinahe die Augen; sein Blick hatte etwas Unheilvolles an sich, das sein Schicksal vorausahnen ließ. Seine gebräunte, blatternarbige Haut verstärkte seine Hässlichkeit. Er spielte den Freigeist und trieb das Lotterleben bis zum Exzess; großer Ehrgeiz und Übermut gingen mit diesem Laster einher. Ein solcher Günstling war weit davon entfernt, meinen Bruder von seinen Verirrungen abzubringen.“

Im Frühjahr 1730, während der Manövertage eines von August dem Starken in Zeithain ausgerichteten Lagers (Lustlager von Zeithain), geriet der Kronprinz in heftigen Streit mit seinem Vater, dem Soldatenkönig Friedrich Wilhelm I., der ihn vor den Augen seines Gefolges verprügelte. Auf Schloss Promnitz offenbarte Friedrich seinem Freund Katte den Plan, nach Frankreich zu fliehen, um sich der Erziehungsgewalt seines strengen und bisweilen brutalen Vaters zu entziehen. Katte versuchte zwar, ihn davon abzuhalten, unterstützte ihn aber schließlich doch. Jedoch scheiterte die Flucht bereits an der fehlenden Freigabe von Pferden. Der sächsische Offizier Heinrich von Brühl hatte dabei wohl eine entscheidende Rolle gespielt und sich damit einen Feind geschaffen, der ihn dies Jahre später im Siebenjährigen Krieg spüren ließ.
Auf einer diplomatischen Reise des Königs nach Ansbach, Ludwigsburg und Mannheim im Sommer desselben Jahres versuchte Friedrich in der Nacht vom 4. auf den 5. August 1730 erneut, aus seinem Reisequartier bei Steinsfurt zu fliehen. Er beabsichtigte, sich in Frankreich mit seinem Freund, dem nach Wesel versetzten ehemaligen Pagen Peter Karl Christoph von Keith, zu treffen, um dann gemeinsam nach England zu fliehen. Katte befand sich zu dieser Zeit in Berlin. Friedrich schrieb ihm kurz vor dem Fluchtversuch einen Brief mit letzten Anweisungen. Dieser Brief wurde versehentlich einem anderen Leutnant von Katte, Vetter Hans Hermanns, zugestellt. Als Fritz im Morgengrauen in Zivil sein Zimmer verließ, um sein Pferd zu besteigen, alarmierte sein Kammerdiener, der zugleich vom König mit der Überwachung seines Sohnes beauftragt war, die Wachen. Der Kronprinz wurde am Besteigen des Pferdes gehindert, beteuerte aber, nur einen Spazierritt unternehmen zu wollen. Später kam eine Stafette mit dem Brief an Katte, den der Vetter seinem Vorgesetzten übergeben hatte, und überbrachte diesen dem König. Dadurch war der Plan verraten und Katte als Mitwisser entlarvt. Der Kronprinz wurde von seinem Vater erneut körperlich schwer gezüchtigt. Katte wurde wenig später verhaftet.

## Prozess und Hinrichtung

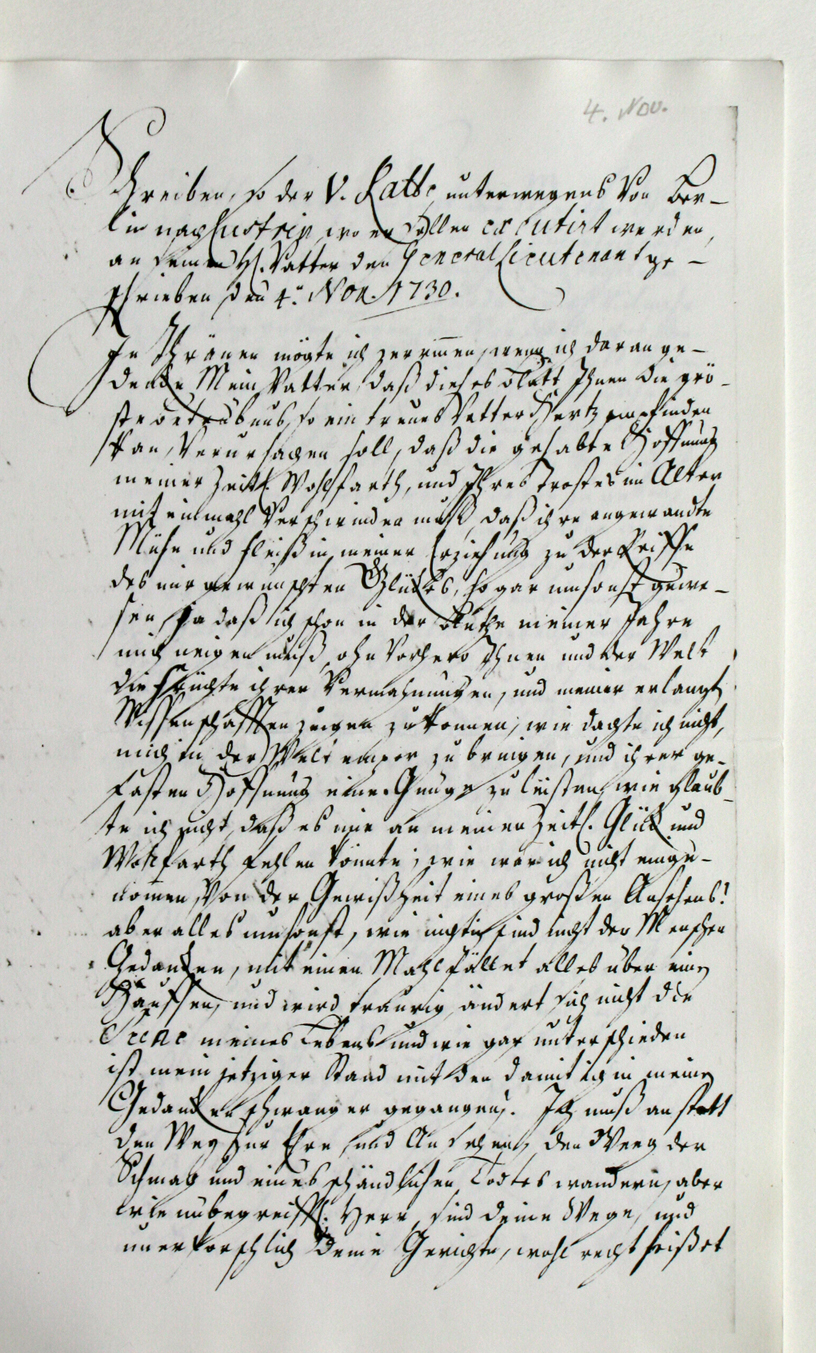
Die erste Seite von Kattes Brief an seinen Vater in der Abschrift des die Überführung nach Küstrin begleitenden Regimentspfarrers Ernst Müller.

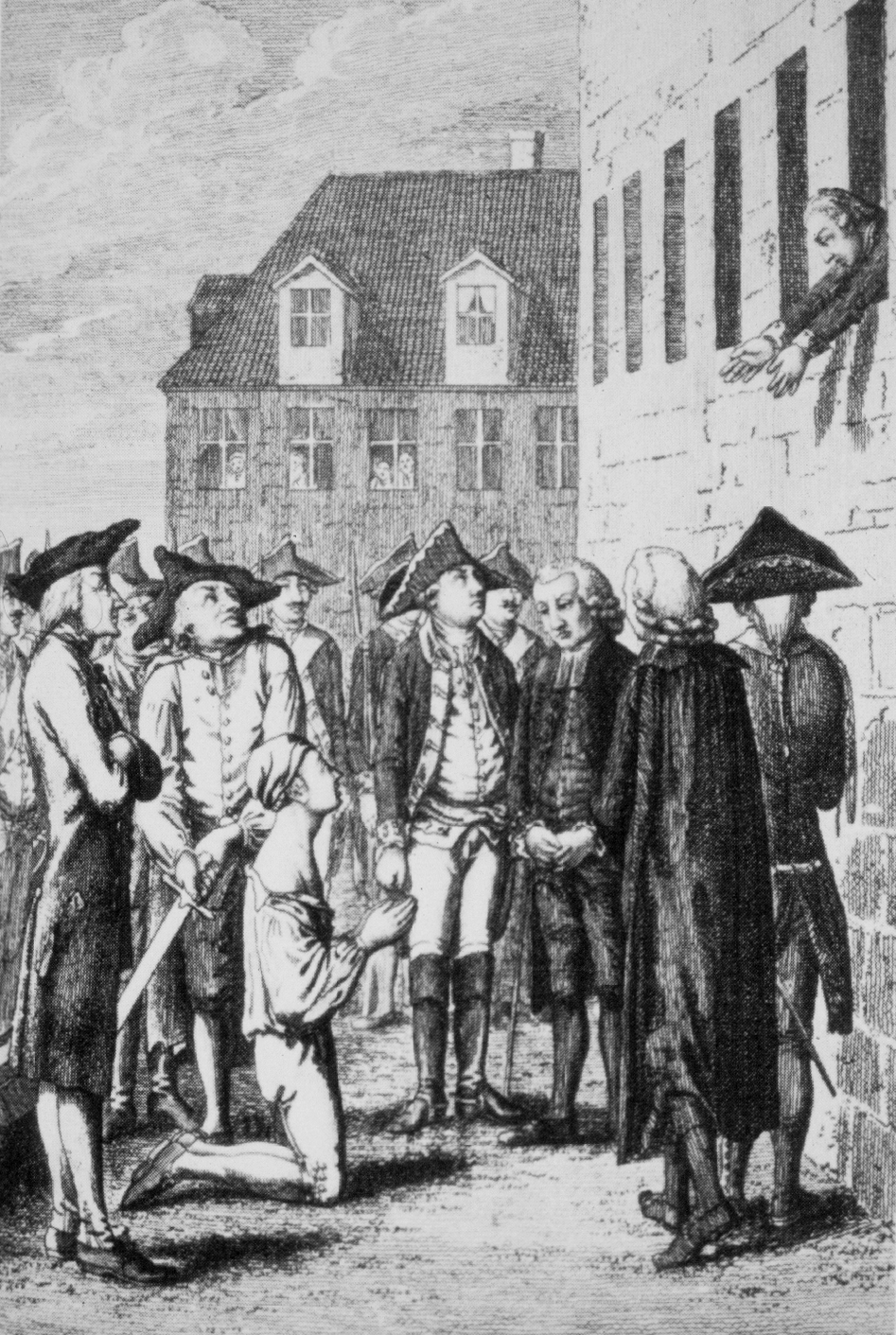
Kattes Hinrichtung vor dem Fenster des Kronprinzen Friedrich, Kupferstich von Abraham Wolfgang Küfner

Am 27. August 1730 wurde Katte vor Friedrich Wilhelm I. geführt. Er warf sich dem König zu Füßen und wurde von ihm im Jähzorn geschlagen und getreten. Angeblich soll er dabei Katte auch das Johanniterkreuz vom Hals gerissen und fortgeworfen haben, doch dies ist nicht belegt. Die Familie ließ Katte auf dem nach seiner Hinrichtung fertiggestellten Porträt durch Georg Lisiewski mit dem Ordenskreuz zeigen, jedoch ohne die auf dem Kürass unter dem Hals angebrachte „Chiffre“ aus vergoldetem Messing mit den gekrönten Initialen FW Friedrich Wilhelms. Der König drohte, den Kronprinzen und Katte wegen Fahnenflucht hinrichten zu lassen.
Der Kronprinz und Katte wurden vor ein Kriegsgericht im Schloss Köpenick gestellt (Kronprinzenprozess). Zunächst wurde Katte wegen Desertion zu lebenslanger Festungshaft verurteilt. Hinsichtlich des Kronprinzen erklärte sich das Gericht für nicht zuständig. Der König ließ dem Gericht aber mitteilen, es möge sich nochmals zusammensetzen und ein neues Urteil fällen, womit er die Richter unmissverständlich aufforderte, ein Todesurteil gegen Katte zu verhängen. Schließlich wandelte Friedrich Wilhelm selber den – nach wie vor auf lebenslange Festungshaft lautenden – Spruch am 1. November 1730 per Allerhöchster Kabinettsorder in ein Todesurteil um. Er ordnete die Exekution durch Enthauptung an. Auch Friedrichs Schwester Wilhelmine wurde wegen Mitwisserschaft angeklagt und über ein Jahr streng isoliert festgehalten.
Der kaiserliche Gesandte am Berliner Hof, Friedrich Heinrich Graf von Seckendorff, der im Namen des Kaisers Karl VI. erfolgreich zugunsten einer Begnadigung des Kronprinzen interveniert hatte, bemühte sich auch, Katte zu retten, ebenso der preußische Generalfeldmarschall Friedrich Wilhelm von Grumbkow, doch der König blieb unerbittlich. Katte verfasste Abschiedsbriefe an seinen Vater, seinen Großvater Wartensleben und seinen Schwager. Diese Briefe hatte er lediglich auf lose Zettel notiert. Der das Überführungskommando leitende Major von Schenck versprach, für Abschriften der Briefe zu sorgen.

„In Thränen, mein Vater, möcht’ ich zerrinnen, wenn ich daran gedenke, daß dieses Blatt Ihnen die größte Betrübniß, so ein treues Vaterherze empfinden kann, verursachen soll; daß die gehabte Hoffnung meiner zeitlichen Wohlfahrt und ihres Trostes im Alter mit einmal verschwinden muß, daß Ihre angewendete Mühe und Fleiß in meiner Erziehung zu der Reife des gewünschten Glücks sogar umsonst gewesen, ja daß ich schon in der Blüthe meiner Jahre mich neigen muß, ohne vorher Ihnen in der Welt die Früchte ihrer Bemühungen und meiner erlangten Wissenschaften zeigen zu können. Wie dachte ich nicht, mich in der Welt empor zu schwingen, und Ihrer gefaßten Hoffnung ein Genüge zu leisten; wie glaubte ich nicht, daß es mir an meinem zeitlichen Glück und Wohlfahrt nicht fehlen könnte; wie war ich nicht eingenommen von der Gewißheit meines großen Ansehens! Aber alles umsonst! wie nichtig sind nicht der Menschen Gedanken: mit einmal fällt alles über einen Hauffen, und wie traurig endiget sich nicht die Scene meines Lebens, und wie gar unterschieden ist mein jetziger Stand von dem, womit meine Gedanken schwanger gegangen; ich muß, anstatt den Weg zu Ehren und Ansehen, den Weg der Schmach und eines schändlichen Todes wandeln […] Fassen Sie sich demnach, mein Vater, und glauben Sie sicherlich, daß Gott mit mir im Spiel, ohne dessen Willen nichts geschehen, auch nicht einmal ein Sperling auf die Erde fallen kann! […] Unterdessen danke mit kindlichem Respekt für alle mir erwiesene Vatertreue, von meiner Kindheit an bis zur jetzigen Stunde […] Nun ist nichts mehr übrig, als daß ich mit diesem Trost schließe: Haben Sie gleich, mein Vater, nichts Hohes und Vornehmes in dieser Welt an mir erlebet, o! so seien Sie versichert, daß Sie desto höher im Himmel finden werden, Ihren bis im Tode getreuen Sohn. Hans Hermann“

Katte war am Vorabend seiner Hinrichtung aus Köpenick auf die Festung von Küstrin gebracht worden, wo Friedrich inhaftiert war. Im Innenhof der Festung hatte man ein Schafott aufgebaut, das bis auf die Höhe des Fensters des Kronprinzen hinaufreichte. Friedrich und Katte wurden beide in die gleiche braune Kleidung gesteckt. Der Kronprinz nahm an, dass sie beide geköpft werden würden. Auf Befehl des Königs mussten Offiziere den Kronprinzen an sein Fenster führen, um der Hinrichtung seines Freundes zuzuschauen. Laut den Memoiren von Friedrichs Schwester Wilhelmine soll Friedrich die beteiligten Offiziere noch beschworen haben, die Hinrichtung aufzuschieben, mit den Worten, er werde dem König schreiben, dass er bereit sei, auf alle seine Rechte auf die Krone zu verzichten, wenn er Katte begnadige. Als man Katte auf das Schafott führte, sei es zu einem kurzen Wortwechsel zwischen Friedrich und Katte gekommen: „Wie unglücklich bin ich, mein lieber Katte, ich bin schuld an Ihrem Tod, wäre ich doch um Gottes Willen an Ihrer Stelle!“, mit der Antwort: „Ach, Monseigneur, hätte ich tausend Leben, ich opferte sie Ihnen.“ Katte habe dann verhindert, dass man ihm die Augen verbinde und gerufen: „Mein Gott, ich lege meine Seele in deine Hände“, indem er seine Hände zu Friedrichs Fenster ausstreckte. Als unmittelbar darauf sein Kopf, von einem Schwerthieb abgetrennt, fiel, sei Friedrich nicht mehr am Fenster gestanden. Ein Schwächeanfall habe die ihn umgebenden Offiziere gezwungen, ihn auf sein Bett zu legen. Auch Reinhold Koser schrieb in seinem Beitrag für die Allgemeine Deutsche Biographie, Friedrich sei bereits nach seinen Abschiedsrufen an Katte in Ohnmacht gefallen. Laut Wilhelmine habe er dann nach seinem Erwachen den blutigen Leichnam gesehen, den man bis dahin auf dem Schafott vor seinem Fenster habe liegen lassen, worauf er einen zweiten Schwächeanfall erlitten habe und in eine mehrtägige Depression verfallen sei. Der Leichnam Kattes sei auf Befehl des Königs bis zum Sonnenaufgang am nächsten Morgen vor dem Fenster liegen geblieben, danach auf einem Bollwerk der Festung begraben worden. Der Henker habe Kattes Großvater Marschall von Wartensleben seine Gebühr für die Hinrichtung in Rechnung gestellt. Das Richtschwert soll sich bis 1945 im Katte'schen Gutshaus Roskow befunden haben.
Die Gründe, die den König zu solchen drastischen Maßnahmen greifen ließen, erklären sich nur zum Teil aus dem Gleichheitsprinzip, nach dem alle Untertanen ohne Unterschied im Falle von Fahnenflucht und Hochverrat mit dem Tode bestraft werden sollten. In der Kabinettsorder an das Kriegsgericht verstärkt Friedrich Wilhelm I. mit dem Ausspruch fiat iustitia aut pereat mundus die Gültigkeit des Gleichheitsgrundsatzes auch und gerade für den Adel. Möglicherweise wollte der König zugleich an der gesamten Familie Katte ein Exempel statuieren. Dem widerspricht hingegen die Gewährung einer „milderen“ Form der Exekution (gegenüber Aufhängen oder Erschießen) unter Berücksichtigung der Leistungen der Familie Katte („in consideration seiner Familie“, 64. Kabinettsorder).

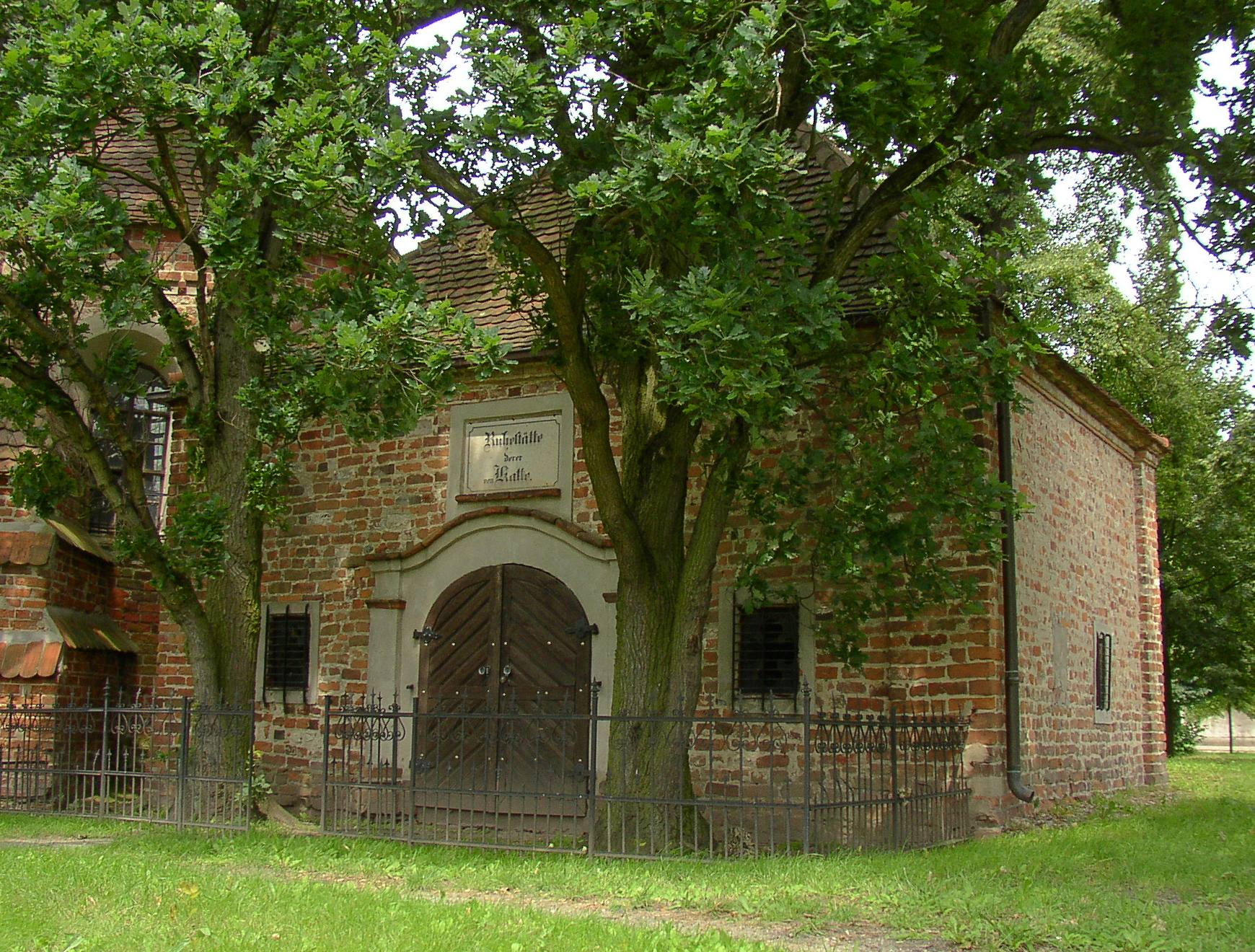
Ostgruft derer von Katte an der Kirche in Wust

Forscher vermuten, dass der König Katte als Verführer seines Sohnes angesehen und sich mit dem Todesurteil an den ihm verhassten effeminierten Neigungen seines Sohnes gerächt habe.
Katte wurde auf Bitten seiner Familie in Küstrin exhumiert und in der Ostgruft der Kirche von Wust beigesetzt. Theodor Fontane besuchte Wust und beschrieb das Gutshaus, die Gruft und die Begebenheiten in seinen Wanderungen durch die Mark Brandenburg.

## Nachwirkung

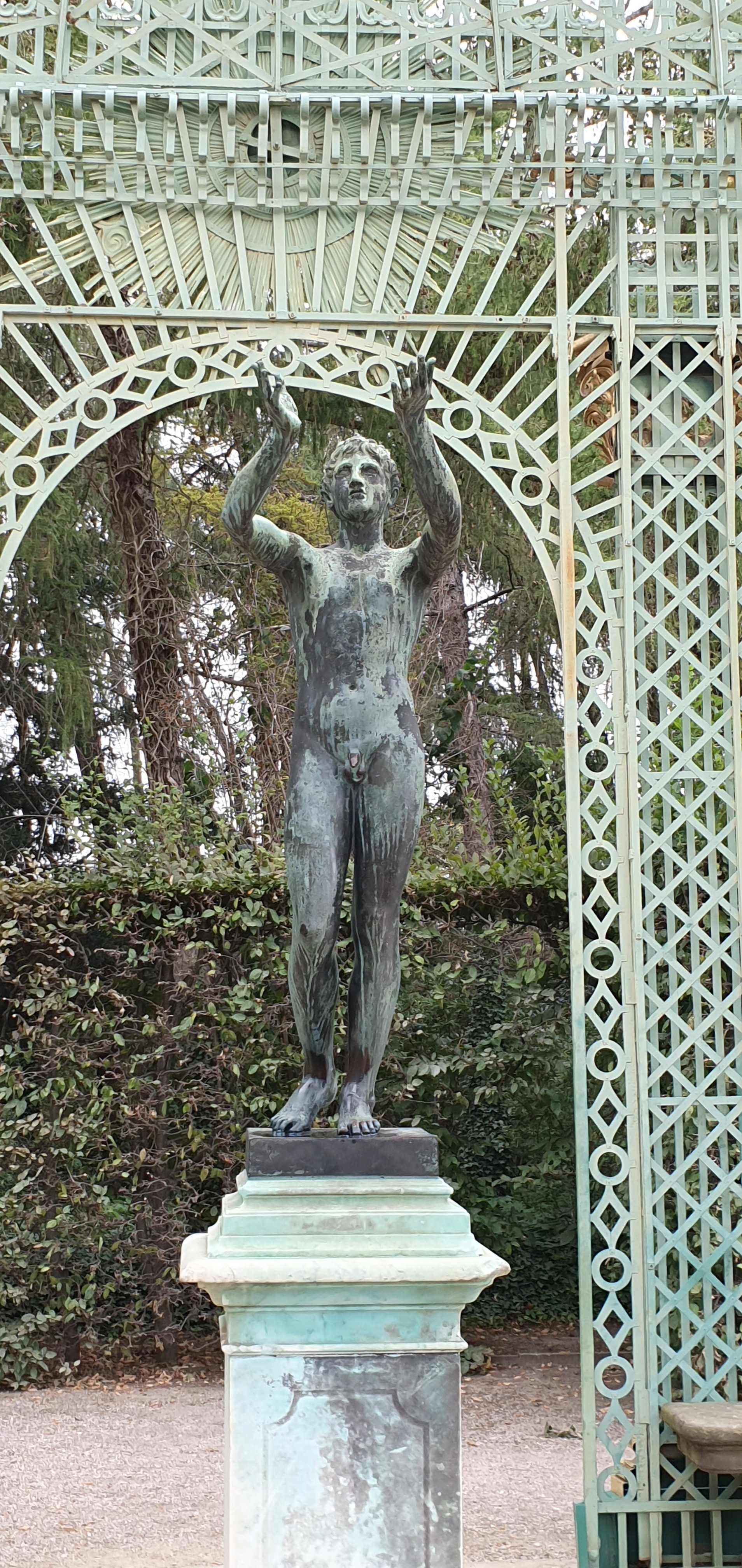
Der Betende Knabe in Sanssouci, der Friedrich möglicherweise an den Verlust Kattes erinnern sollte.

Die Freundschaft zwischen Katte und dem Kronprinzen sowie das blutige Drama lieferten Stoff für zahlreiche Romane, Epen, Dramen, Bühnenwerke und Filme, die der homoerotischen Komponente der jeweiligen Entstehungszeit entsprechend mehr oder weniger Bedeutung beimaßen.
Zu den Werken, in deren Mittelpunkt die Beziehung von Friedrich und Katte und deren tragisches Ende steht, gehören:
- 1914: Katte, Schauspiel in fünf Aufzügen von Hermann Burte, Uraufführung am Hoftheater Dresden.
- 1921: Fridericus Rex (Teil 1: Sturm und Drang), Spielfilm mit Otto Gebühr als Friedrich und Friedrich Wilhelm Kaiser als Katte.
- 1935: Der alte und der junge König, deutscher Historienfilm mit Werner Hinz als Friedrich und Claus Clausen als Katte.
- 1980: Der Thronfolger, mit Jan Kollwitz als Friedrich und Jan Niklas als Katte.
- 1983: Die traurige Geschichte von Friedrich dem Großen (Theateraufzeichnung des DDR-Fernsehens) mit Katrin Klein als Friedrich und Roman Kaminski als Katte.
- 1998: Friedrich und Katte, Oper von Wolfgang Knuth, Uraufführung am Stadttheater Minden.[16]
- 1999: Kronprinz Friedrich, Kammeroper von Siegfried Matthus, Uraufführung im Schlosstheater Rheinsberg.
- 2011: Kriegsgericht in Köpenick Anno 1730: Kronprinz-Katte-Königswort, Ausstellung im Schloss Köpenick.[17]
- 2012: Friedrich – Mythos und Tragödie, Musical zum 300. Geburtstag Friedrichs des Großen, mit Tobias Bieri/Chris Murray als Friedrich und  Maximilian Mann als Katte.[18]
- 2017: Zeithain, biographischer Roman von Michael Roes, erschienen bei Schöffling & Co. in  Frankfurt a. M., ISBN 978-3-89561-177-3[19]

„Katte-Richtschwerter“, mit denen Katte enthauptet worden sein soll, befinden sich im Frey-Haus des Stadtmuseums von Brandenburg an der Havel und im Märkischen Museum in Berlin.